# Doloclanes kambaitiensis
Doloclanes kambaitiensis är en nattsländeart som beskrevs av Malicky 1993. Doloclanes kambaitiensis ingår i släktet Doloclanes och familjen stengömmenattsländor. Inga underarter finns listade i Catalogue of Life.